# Douinia
Douinia là một chi rêu trong họ Scapaniaceae.